# David Sklansky
David Bruce Sklansky (* 22. Dezember 1947 in Teaneck, New Jersey) ist ein US-amerikanischer Pokerspieler und Autor. Er ist dreifacher Braceletgewinner der World Series of Poker und gewann einmal das Main Event der World Poker Tour.

## Pokerkarriere

### Werdegang
Sklanskys Vater war Mathematikprofessor an der Columbia University. Im Alter von 12 Jahren erreichte Sklansky im mathematischen Teil des SAT die Höchstpunktzahl. Nach Abschluss der High School 1966 nahm er ein Studium an der Wharton School of Business der University of Pennsylvania auf, beendete es aber ohne Examen nach einem Jahr. Er arbeitete kurzfristig als Anlageberater, wandte sich dann aber ganz dem Pokerspiel zu. Zu dieser Zeit war Texas Hold’em in den Casinos noch wenig verbreitet. Sklanskys 1976 darüber veröffentlichtes Buch legte den Grundstein für die Popularität dieser Pokervariante. Nachdem er 1982 und 1983 insgesamt drei Turniere der World Series of Poker in Las Vegas gewonnen hatte, gründete Sklansky 1984 zusammen mit Mason Malmuth, dem er zuvor Pokerunterricht erteilt hatte, den Buchverlag Two Plus Two Publishing. Seitdem veröffentlichte er zwölf Bücher über die Strategie des Kartenspiels. Außerdem arbeitete er als Berater für Casinos und Onlinepoker-Websites.
Insgesamt hat sich Sklansky mit Poker bei Live-Turnieren knapp 1,5 Millionen US-Dollar erspielt. Seine bis dato letzte Geldplatzierung erzielte er Ende September 2017 im Wynn Las Vegas.

### Braceletübersicht
Sklansky kam bei der WSOP 42-mal ins Geld und gewann drei Bracelets:
| Jahr | Buy-in (in $) | Turnier         | Teilnehmer | Preisgeld (in $)             |
| ---- | ------------- | --------------- | ---------- | ---------------------------- |
| 1982 | 0800          | Mixed Doubles   | 44         | 0.8800geteilt mit Dani Kelly |
| 1982 | 1000          | Draw High       | 31         | 15.500                       |
| 1983 | 1000          | Pot Limit Omaha | 51         | 25.500                       |

## Trivia
2006 sorgte Sklansky durch ein öffentliches Wettangebot über 50.000 US-Dollar für Aufsehen. Sklansky behauptete, dass kein fundamentalistischer Christ in einem standardisierten Mathematiktest ein besseres Ergebnis als er erzielen könne. Voraussetzung war dabei, dass zuvor nachweislich ein Lügendetektor-Test bestanden wurde, in dem der Betreffende versicherte, dass er an die Auferstehung Jesu Christi und die Existenz der Hölle glaube, und darüber hinaus, dass alle Menschen, die diese Ansicht nicht teilen, in die Hölle kommen würden. Daraufhin wurde er von Ken Jennings, einem Mitglied der Kirche Jesu Christi der Heiligen der Letzten Tage und Rekordgewinner der US-Fernsehshow Jeopardy, als arrogant kritisiert.

## Bücher
- Gambling for a Living von David Sklansky und Mason Malmuth (ISBN 1-880685-16-7)
- Getting the Best of It von David Sklansky (ISBN 1-880685-04-3)
- Hold’em Poker von David Sklansky (ISBN 1-880685-08-6)
- Hold’em Poker for Advanced Players, 21st Century Edition von David Sklansky und Mason Malmuth (ISBN 1-880685-22-1)
- No Limit Hold’em - Theory and Practice von David Sklansky und Ed Miller (ISBN 1-880685-37-X)
- Poker, Gaming, & Life von David Sklansky (ISBN 1-880685-17-5)
- Seven Card Stud for Advanced Players von David Sklansky, Mason Malmuth und Ray Zee (ISBN 1-880685-23-X)
- Sklansky on Poker von David Sklansky (ISBN 1-880685-06-X)
- Sklansky on Razz von David Sklansky (ISBN 0-870190-50-4)
- Sklansky Talks Blackjack von David Sklansky (ISBN 1-880685-21-3)
- Small Stakes Hold’em: Winning Big with Expert Play von Ed Miller, David Sklansky und Mason Malmuth (ISBN 1-880685-32-9)
- Theory of Poker von David Sklansky (ISBN 1-880685-00-0)
- Tournament Poker for Advanced Players von David Sklansky
- DUCY? von David Sklansky (ISBN 978-1880685488)